# Ilaria Cirino
Ilaria Cirino Pomicino (* 1971 in Rom) ist eine italienische Filmregisseurin.

## Leben
Ilaria Cirini, die Tochter von Politiker Paolo Cirino Pomicino und Nichte von Franco Cirino, begann ihre Arbeit in der Filmbranche 1992 als Regieassistentin von Lina Wertmüller; in dieser Funktion war sie bis zur Jahrtausendwende dann auch für andere Filmemacher tätig. Ihr Debütfilm Una lunga notte von 2000 wurde schließlich von der RAI gesendet. 2005 folgte der Fernsehfilm Briciole.